# 西傅家区
西傅家区，旧区名。1951年由哈尔滨市设置（哈尔滨市原属松江省，1954年改属黑龙江省）。在今黑龙江省哈尔滨市区东北部。1955年撤销，与东傅家区合并，改设道外区。 